# Dameszadel

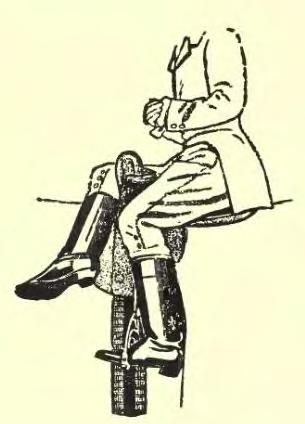
Schema van een dameszadel in gebruik

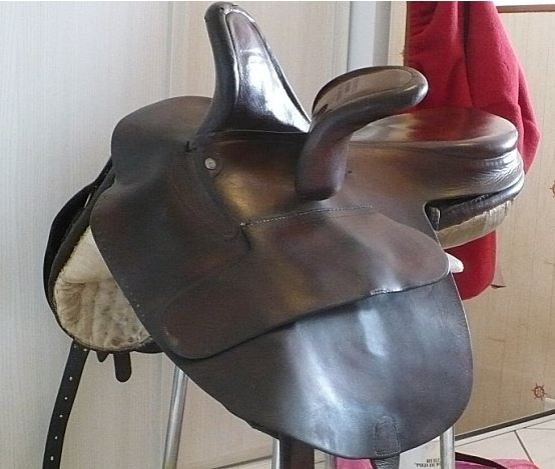
Een lederen dameszadel

Een dameszadel is een speciaal type rijzadel gebruikt door rokdragende amazones. Het zadel is ontworpen om in amazonezit gebruikt te worden. Deze manier van rijden was lange tijd gebruikelijk voor dames van hogere standen. Het leren zadel heeft aan de linkerkant speciale beensteunen die een stevige zit mogelijk maken in alle paardengangen en zelfs tijdens het springen over hindernissen.

## Geschiedenis
De eerste dameszadels waren vrij simpele zittingen waarbij het paard niet mocht draven. Later kwamen er aanpassingen, onder andere door Catharina de' Medici. Na in de 20e eeuw bijna volledig in onbruik te zijn geraakt herleeft enige belangstelling voor deze manier van rijden vanwege de grote elegantie ervan. Het zadel werd mede ontwikkeld door een Engelsman die vanwege invaliditeit ten gevolge van een val een alternatieve manier van rijden benodigde. Binnen de schilderkunstige traditie van het ruiterportret vindt men meerdere schilderijen die het gebruik van dameszadels afbeelden.

## Afbeeldingen

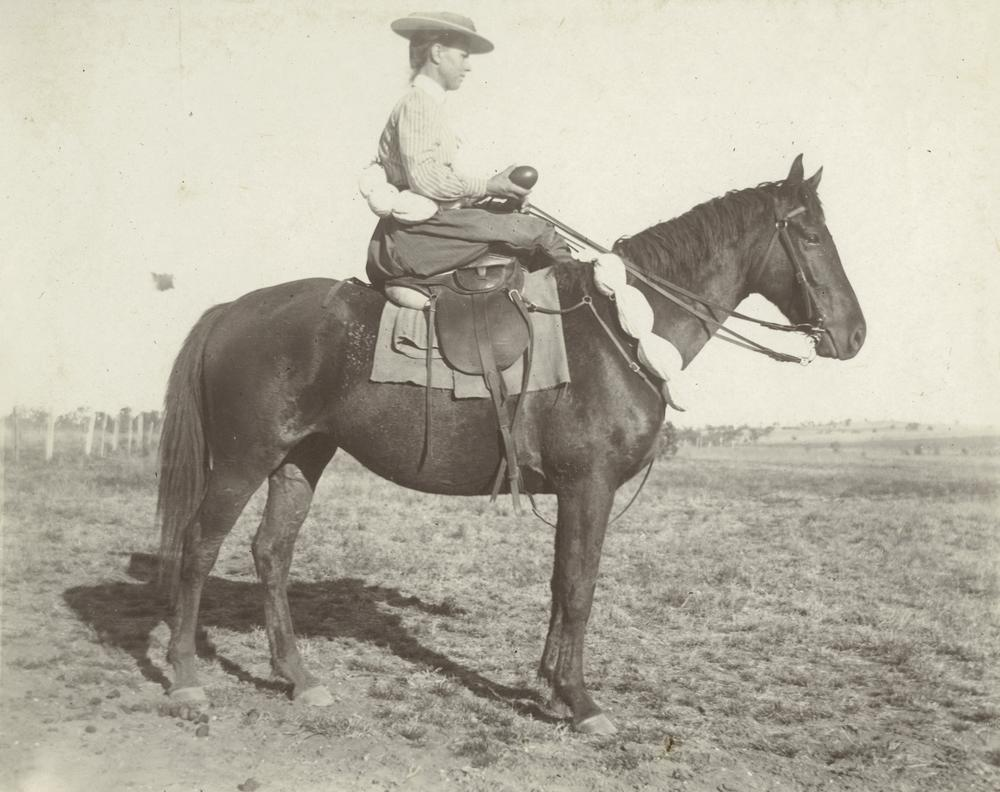
Een amazone in Australië, 1908
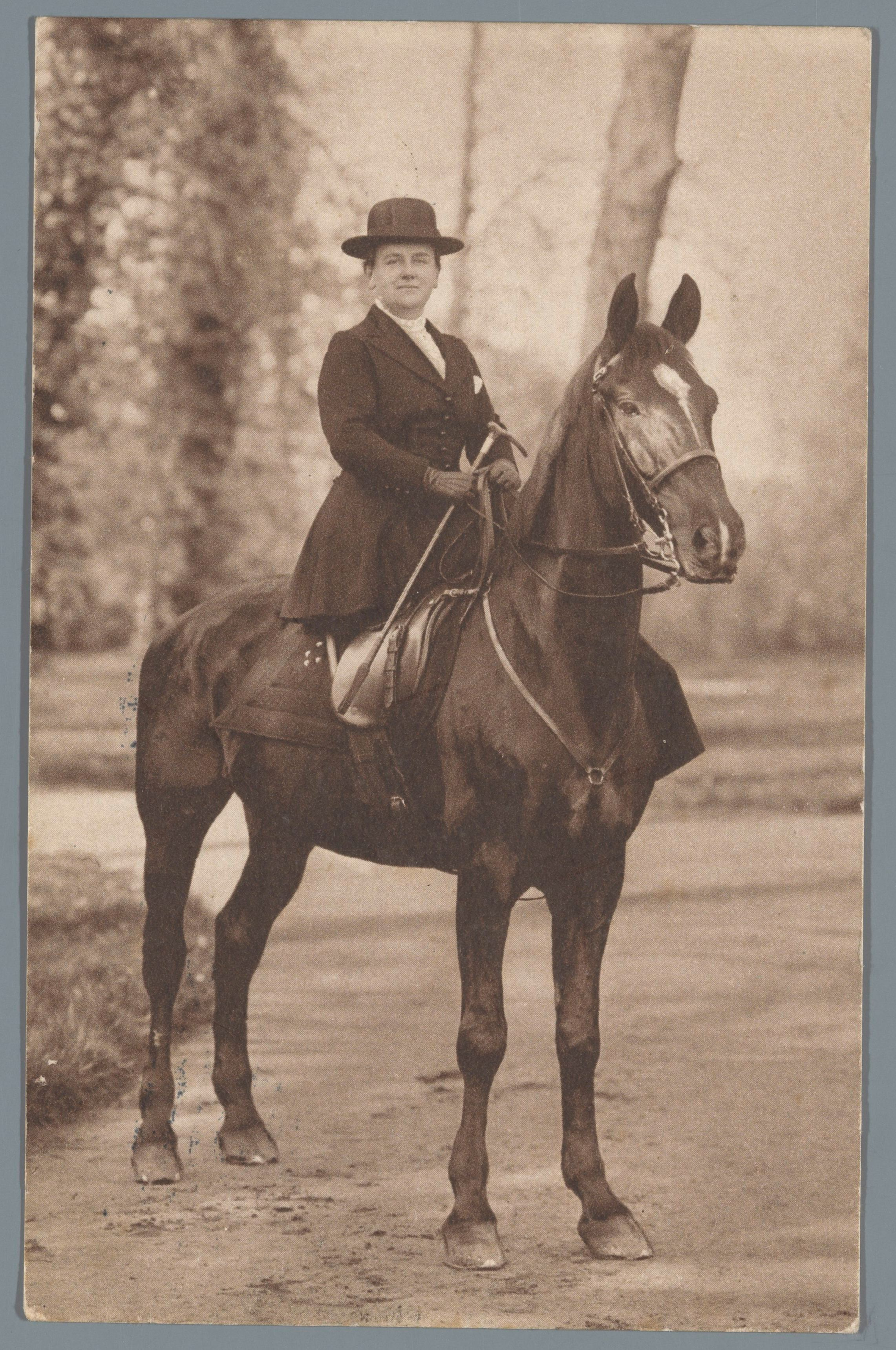
Koningin Wilhelmina, ca. 1915
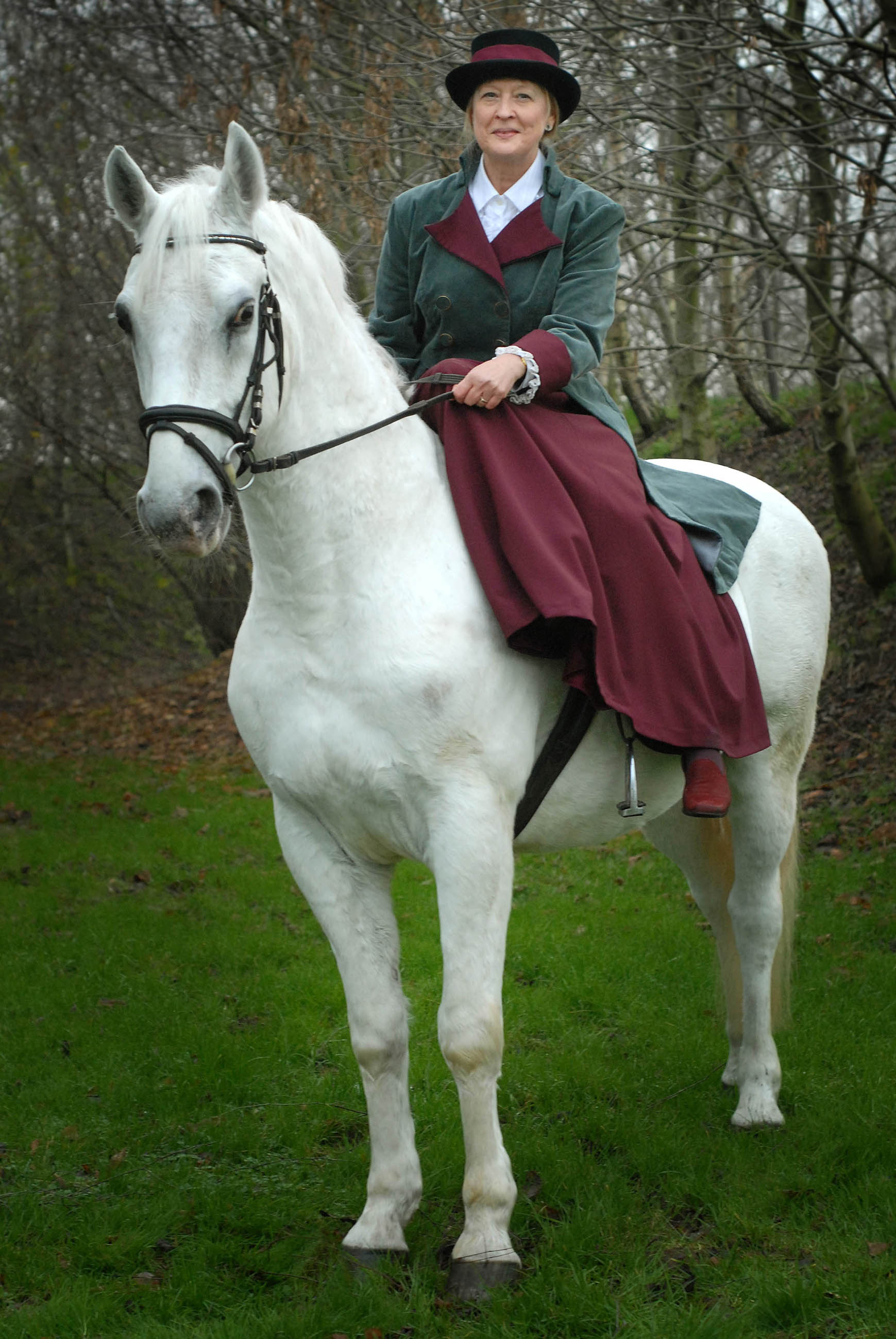
Eigentijds gebruik in 2006
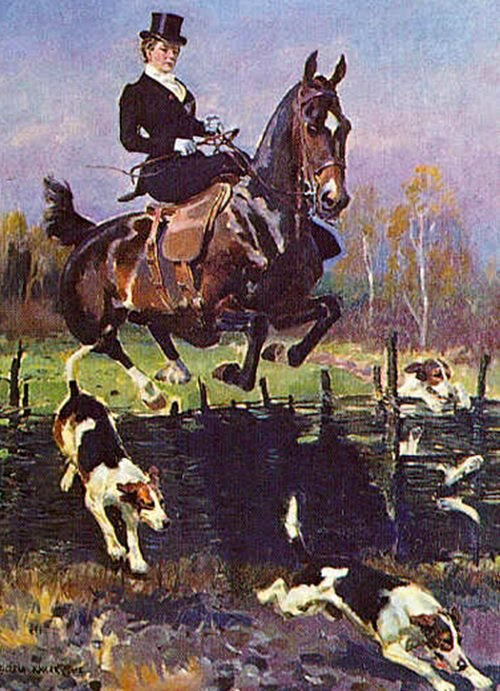
Jachtspringen in dameszadel
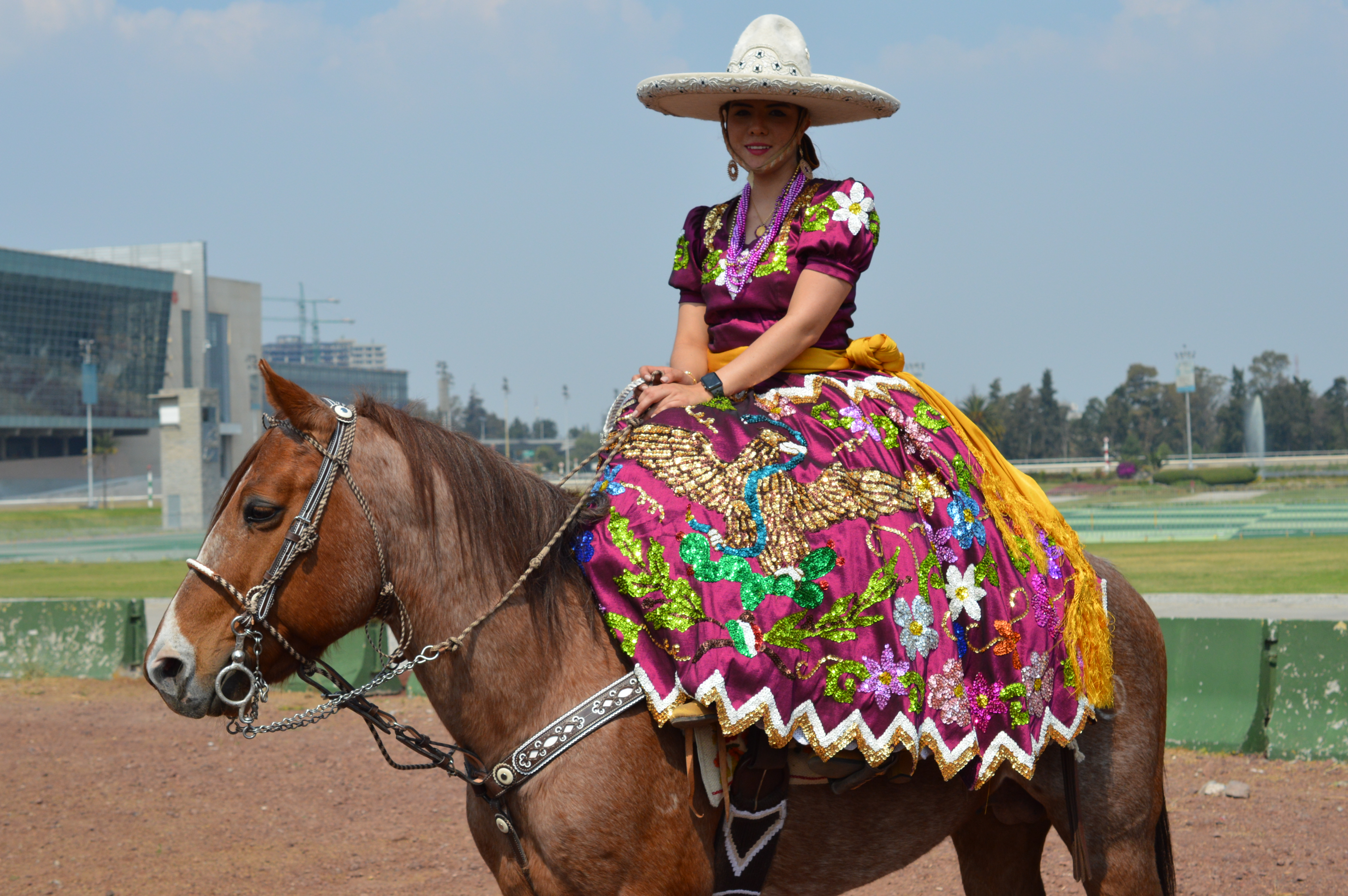
Mexicaanse amazone